# Relevo da Suécia

Topografia da Suécia

A Suécia, um país escandinavo situado na parte norte da Europa, é conhecida por suas vastas paisagens naturais e beleza incomparável. Uma parte essencial dessa beleza é o seu variado e fascinante relevo, que desempenha um papel crucial na formação da geografia, clima e até mesmo da cultura sueca.
Uma Mistura de Planícies e Montanhas
Ao explorar a Suécia, é impossível ignorar sua diversidade topográfica. O país abriga uma combinação de planícies costeiras, planaltos ondulantes e imponentes cadeias montanhosas. No norte da Suécia, a paisagem é dominada pela presença das Montanhas Escandinavas, que estendem-se por cerca de 1.700 quilômetros da Noruega até o norte da Suécia. O pico mais alto da Suécia, o Kebnekaise, com 2.106 metros de altura, está localizado nessa região. As montanhas não apenas oferecem vistas deslumbrantes, mas também são fundamentais para a biodiversidade única encontrada nesta parte do país.
Rios e Lagos em Abundância
A Suécia é conhecida por seus inúmeros lagos e rios, que são uma característica marcante do seu relevo. Os lagos mais famosos incluem o Vänern e o Vättern, que são dois dos maiores lagos da Europa. Além disso, o país é atravessado por muitos rios, sendo o mais significativo o rio Göta, que flui através da parte sul da Suécia e desempenha um papel importante no sistema de navegação interior do país. Esses corpos d'água não só adicionam à beleza natural da Suécia, mas também têm um impacto significativo na vida cotidiana e economia do país.
A Planície Costeira do Báltico
A parte sul da Suécia é caracterizada pela vasta Planície Costeira do Báltico, que se estende ao longo da costa leste do país. Esta região é conhecida por sua fertilidade e é uma área crucial para a agricultura sueca. Além disso, a planície costeira abriga várias cidades importantes, incluindo Estocolmo, a capital da Suécia, e Gotemburgo, o maior porto do país. Essas cidades não só servem como centros econômicos, mas também são destinos turísticos populares devido à sua rica história e beleza arquitetônica.
Impacto do Relevo na Vida Sueca
O relevo diversificado da Suécia tem influência direta na vida cotidiana e na cultura do país. Por exemplo, as áreas montanhosas do norte são ideais para atividades ao ar livre, como caminhadas, esqui e observação da vida selvagem, enquanto a vasta planície costeira é propícia para a agricultura e atividades portuárias. Além disso, o relevo influencia o clima sueco, com as montanhas atuando como barreiras naturais contra sistemas climáticos, resultando em diferenças significativas de temperatura e precipitação em todo o país.
O relevo da Suécia é uma parte essencial da sua identidade geográfica e desempenha um papel crucial na moldagem da paisagem, clima e estilo de vida suecos. Desde as majestosas Montanhas Escandinavas até as vastas planícies costeiras, a Suécia oferece uma variedade de paisagens que cativam e encantam os visitantes, contribuindo para sua reputação como um dos destinos mais bonitos e diversificados da Europa.